# Zgnilizna szyjki cebuli

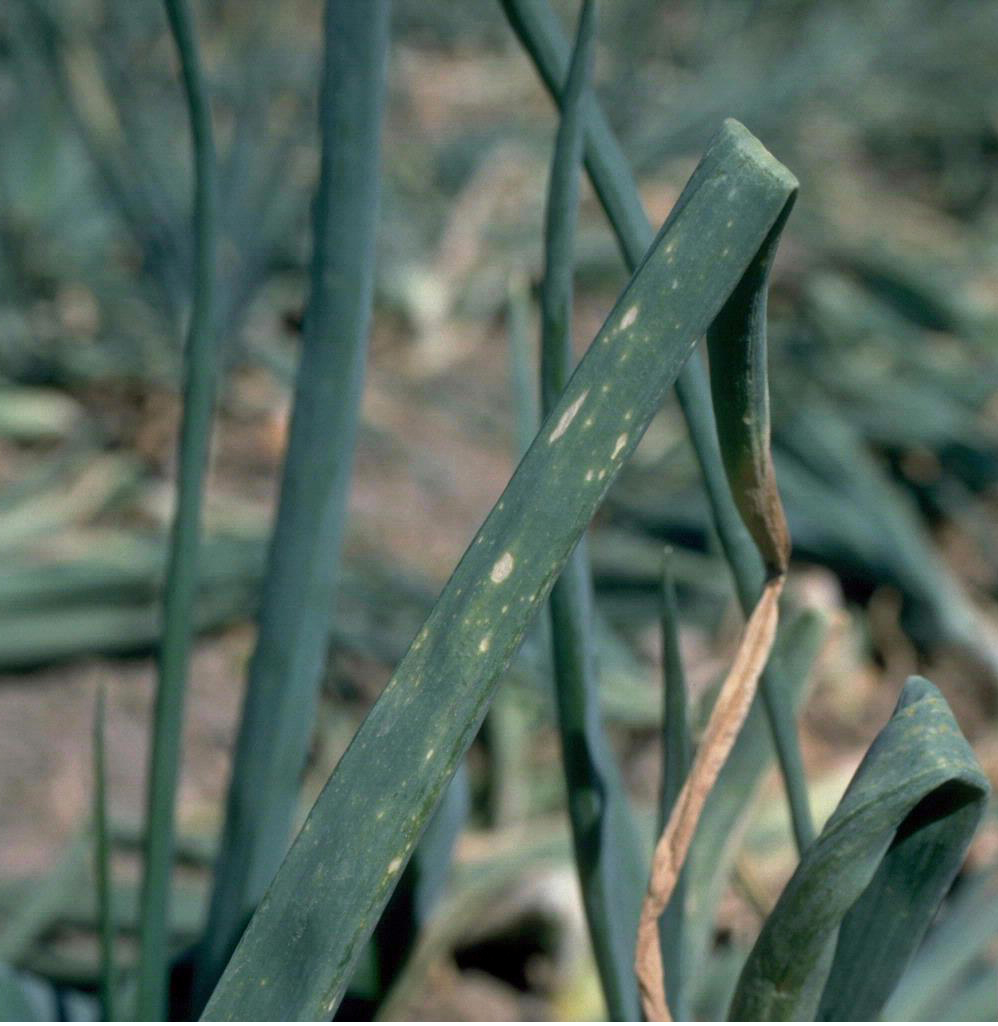
Porażony szczypior cebuli

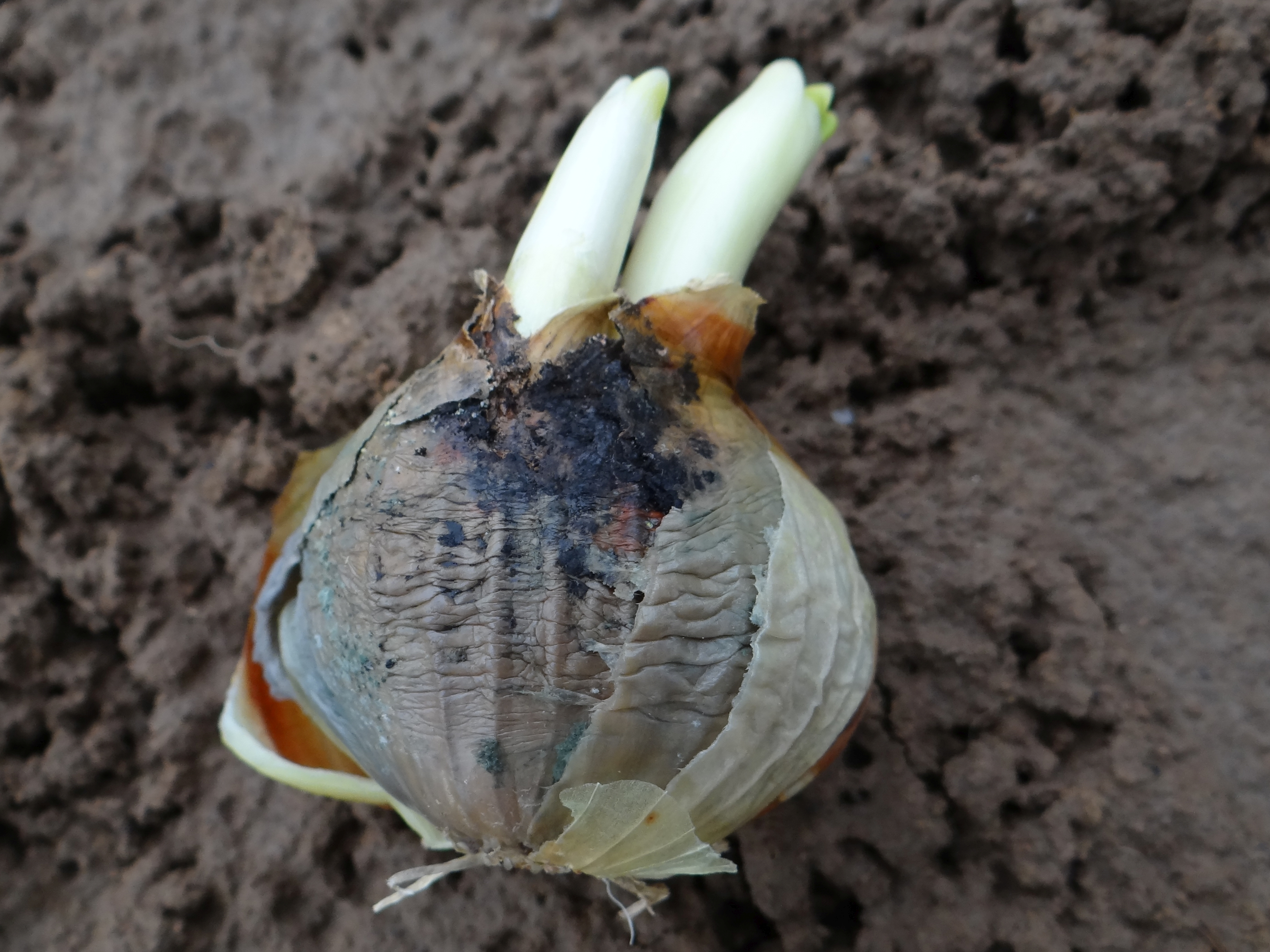
Gnijąca cebula

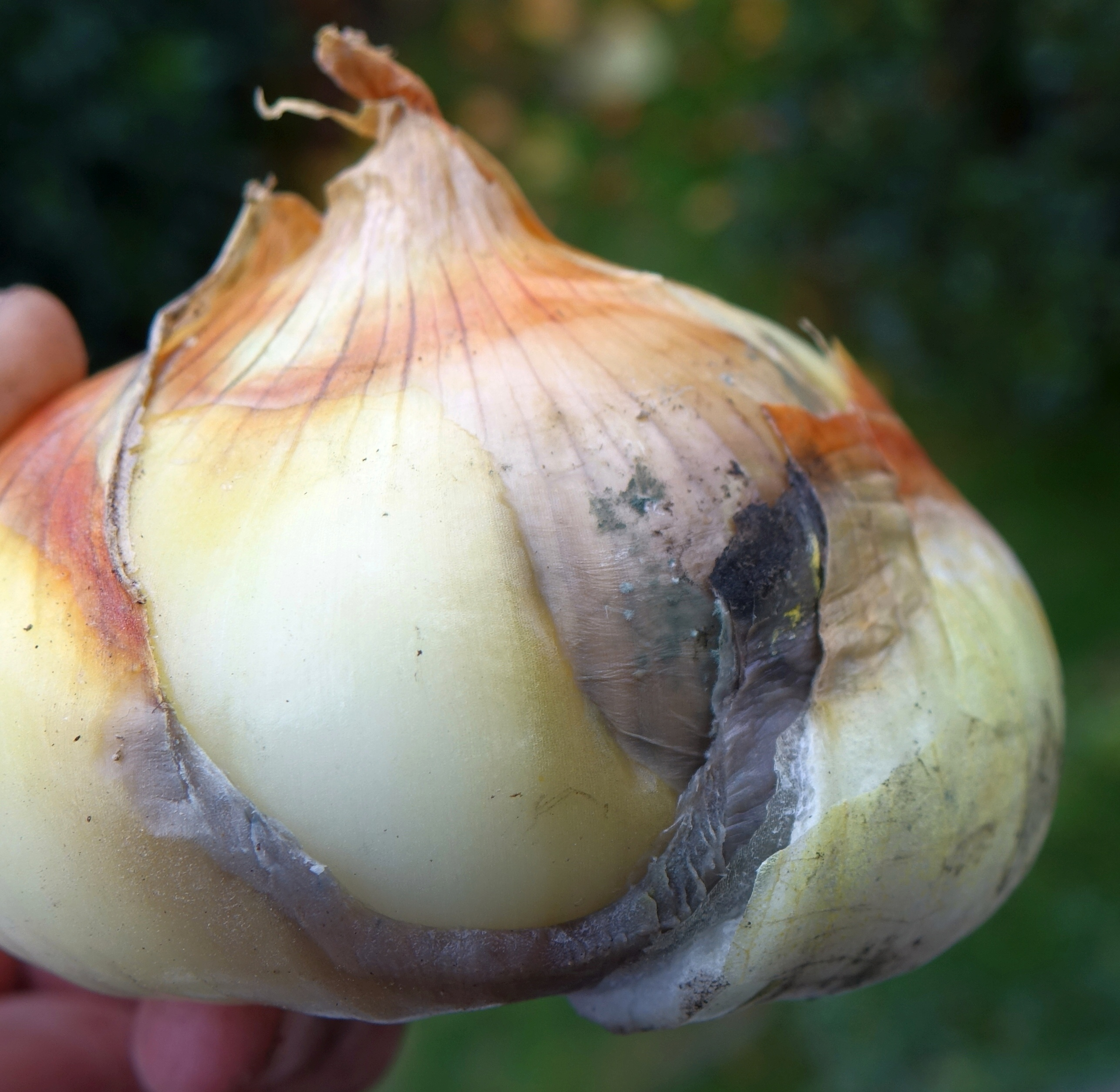
Gnijąca cebula

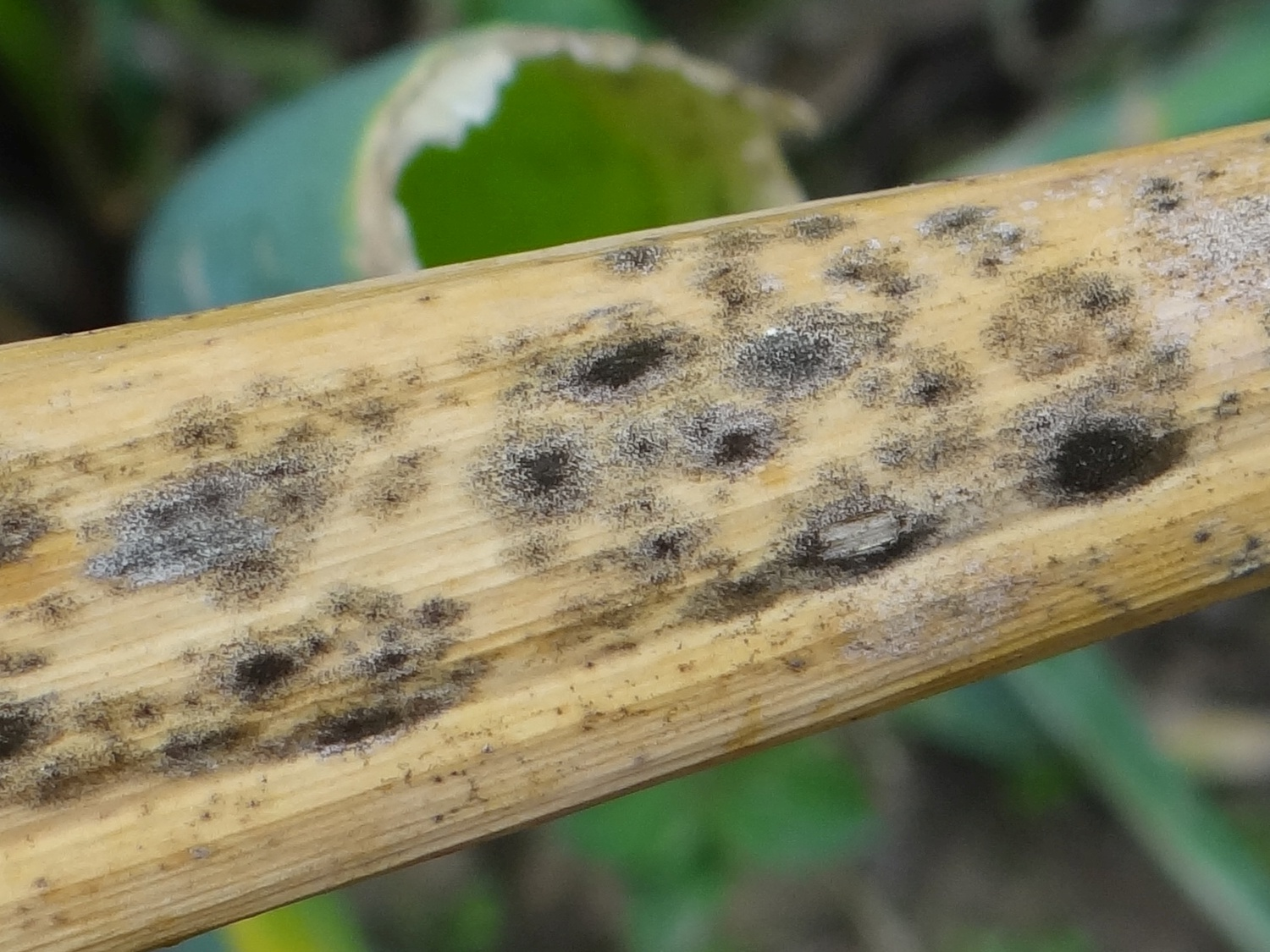
Nalot zarodników Botrytis allii i B. aclada na martwym szczypiorze

Zgnilizna szyjki cebuli (ang. neck rot of onion) – grzybowa choroba porażająca cebulę, czosnek i pora. Wywołuje ją 7 gatunków workowców. Największe znaczenie mają: Botrytis aclada, Botrytis allii, Ciborinia allii i Botryotinia squamosa. Czasami choroba zwana jest także szarą pleśnią cebuli.

## Występowanie i szkodliwość
Jest to jedna z najczęstszych i najbardziej szkodliwych chorób cebuli. Występuje we wszystkich rejonach uprawy cebuli, czosnku i porów, ale największe szkody gospodarcze wywołuje w rejonach o klimacie umiarkowanym. W Polsce przy sprzyjającej dla patogenów długotrwałej deszczowej pogodzie może spowodować straty w plonach sięgające kilkudziesięciu procent. Duże straty powoduje także na nasiennych plantacjach cebuli.

## Objawy
Do zakażenia roślin dochodzi zazwyczaj na polu uprawnym. Na szczypiorze cebuli powstają jasne, rozmyte plamy, a na zamierających szczypiorach pojawia się szary nalot zarodników. Często jednak objawy choroby pojawiają się dopiero w okresie przechowywania cebul. Zaczynają one gnić. Ich łuski stają się brunatne i miękkie, a na powierzchni pojawia się szary, pylący nalot zarodników oraz czarne sklerocja. Na plantacjach nasiennych przy silnym porażeniu dochodzi do obumierania całych kwiatostanów. Czasami porażenie jest częściowe, nasiona zostają wytworzone, ale są porażone i nie nadają się do siewu. W przechowalniach choroba rozwija się i rozprzestrzenia szybko, doprowadzając do całkowitego zgnicia cebul.

## Epidemiologia
Wywołujące chorobę patogeny zimują w postaci grzybni i sklerocjów na pozostałych w glebie resztkach roślin po ich zbiorze. Mogą w glebie przetrwać kilka lat. Wytwarzają w tym czasie zarodniki konidialne, które porażają młode, zasadzone cebulki lub siewki z zasianych nasion. Wnikają do nich głównie przez uszkodzenia mechaniczne, lub przez nakłucia i rany spowodowane przez żerujące na cebulach i siewkach owady. Siewki wykiełkowane z zakażonych nasion są porażone od samego początku wzrostu.
Rozwojowi patogenów sprzyja długotrwała deszczowa pogoda. Dla B. aclada i B. alli optymalna temperatura wynosi 20 °C, dla Ciborinia alni 15 °C.

## Ochrona
Najważniejszą metodą ochrony jest ograniczenie źródeł infekcji przez stosowanie 3–4 letniego zmianowania roślin, siew zdrowych nasion, sadzenie nieporażonych cebulek i usuwanie resztek pożniwnych. Przesuszania zebranych cebul należy dokonywać poza polem uprawnym. Wszystkie cebule z objawami porażenia należy usuwać, w przechowalni będą one bowiem źródłem zakażenia dla zdrowych cebul. Chemicznie chroni się plantacje przez opryskiwanie fungicydami dikarboksyimidowymi, fosfonowymi, ditiokarbaminianowymi, chloronitrylowymi i strobilurinowymi.
Wykazano, że głównym źródłem patogenu jest zakażone ziarno. W 1973 r. stwierdzono, że 71% dostępnego w handlu materiału siewnego było skażone, a zakażenie utrzymuje się przez ponad trzy lata w przechowywanych nasionach. Obecnie dostępne w handlu nasiona są zaprawiane zaprawami nasiennymi. Na 3 dni przed zbiorem opryskuje się plantację preparatem Amistar 250 SC, co znacznie ogranicza gnicie cebuli w przechowalni.